# Daktari (automerk)
Daktari is een Australisch merk van auto's op elektriciteit. Het bedrijf is gevestigd aan de Kellaway Place in Wetherill Park (New South Wales). Voluit heet Daktari Daktari Engineering. In feite kunnen veel van de voertuigen niet echt auto's genoemd geworden, het zijn eerder miniatuur-vrachtwagens en rondleidbusjes. Daktari telt twaalf modellen die vandaag te koop zijn. Daktari wordt niet in de Benelux of Suriname ingevoerd.

## Modellen
- Hearse
- Sweeper
- BF-10
- MA-13
- MA-14
- MA-16
- MA-17
- MA-19
- MA-22
- MA-24/26
- MA-28
- MA-56

Alpha Sports ·
Amuza ·
Australian Kitcar ·
Birchfield ·
Bolwell ·
Carbontech ·
Classic Glass ·
Classic Revival ·
Cobra Craft · 
Daktari ·
Daytona ·
Deuce Customs ·
Devaux · 
DRB · 
Elfin · 
G-Force ·
Holden ·
Homebush · 
Kraftzwerk ·
Max Fx · 
Piper ·
PRB · 
Python ·
RCM ·
RMC ·
Roaring Forties ·
Robnell · 
Sirius